# Şahin Alpay

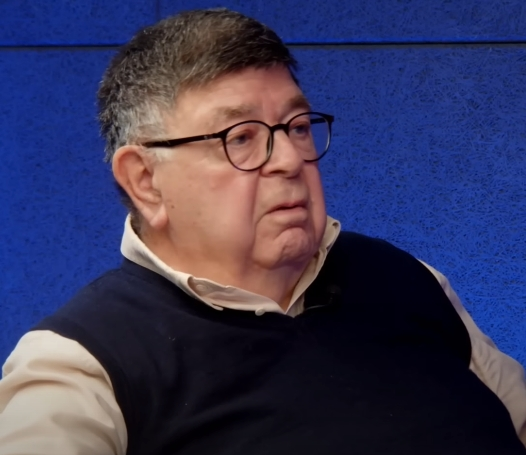
Şahin Alpay, Standbild aus Video (2024)

Şahin Alpay (* 1944 in Ayvalık, Balıkesir) ist ein türkischer Politikwissenschaftler, Journalist, Kolumnist und Fernsehmoderator.

## Leben
Alpay promovierte im Fach Politikwissenschaft an der Universität Stockholm in Schweden. Er war mit Doğu Perinçek Gründungsmitglied der Arbeiterpartei (Türkiye İhtilalci İşçi Köylü Partisi). Im Jahr 1982 begann er als Kolumnist bei der Zeitung Cumhuriyet, von 1992 bis 1994 schrieb er für Sabah, von 1994 bis 2001 war er Kolumnist der Zeitung Milliyet. 2001 wurde er als Professor für Politikwissenschaft an die private Bahçeşehir-Universität in Istanbul berufen. Zudem schrieb er seit 2002 für die Zeitung Zaman und war Moderator bei CNN Türk.
Alpays freimütige Kommentare erzürnten Präsident Erdoğan. Im Jahr 2015 verlangte er von der Bahçeşehir-Universität, Alpay zu entlassen. Am 27. Juli 2016 wurde Şahin Alpay in Istanbul während der „Säuberungsaktionen“ nach dem gescheiterten Putschversuch am 15. Juli 2016, von der türkischen Polizei festgenommen. Er wurde inhaftiert und seitdem im Hochsicherheitsgefängnis von Silivri festgehalten. Im März 2018 wurde er aus der Untersuchungshaft entlassen und unter Hausarrest gestellt.
Auf eine Klage Alpays und des ebenfalls verhafteten Mehmet Altan beim EGMR hin entschied dieser im März 2018 wie zuvor schon das Verfassungsgericht der Türkei, die Inhaftierung der beiden sei ein Verstoß gegen ihre Grundrechte. Außerdem verletze die Strafverfolgung der Journalisten deren Meinungsfreiheit; Kritik an der Regierung dürfe nicht als Terrorunterstützung geahndet werden. Der türkische Staat habe den Klägern jeweils 21.500 Euro Entschädigung zu zahlen.
Im Mai 2018 hat ein türkisches Gericht angeordnet, Alpans Hausarrest aufzuheben und zwei weitere Zaman-Journalisten aus der Untersuchungshaft zu entlassen.
Neben Türkisch spricht Alpay Englisch und Schwedisch. Er ist verheiratet und hat zwei Kinder.